# Mamadou Traoré (ur. 1987)
Mamadou Baïla Traoré (ur. 2 lutego 1987 w Dakarze) – senegalski piłkarz, grający jako prawy pomocnik. Od 2015 roku wolny gracz.

## Klub

### Początki
Zaczynał karierę w ASC Port Automne, gdzie grał do 2010 roku.

### Raja Casablanca
1 stycznia 2010 roku trafił do Raja Casablanca. W swoim pierwszym sezonie zagrał tam 5 meczów i strzelił jednego gola. W sezonie 2010/2011 zagrał 20 spotkań i również strzelił jedną bramkę. Zdobył też tytuł mistrza kraju. W swoim ostatnim sezonie, 2011/2012 zagrał 14 meczów i miał jedną asystę.

### Umm-Salal SC
15 stycznie 2012 roku trafił do katarskiego Umm-Salal SC. W tym zespole zagrał 14 spotkań, w których strzelił dwie bramki.

### Emiraty Arabskie i bezrobocie
1 lipca 2013 roku został graczem Ittihad Kalba.
Rok później przeniósł się do Nadi asz-Szab.
Od 1 lipca 2015 roku jest wolnym zawodnikiem.